# 大河内久綱
大河内 久綱（おおこうち ひさつな、元亀元年2月15日（1570年3月21日） - 正保3年4月3日（1646年5月17日））は、安土桃山時代から江戸時代初期にかけての武将。徳川氏の家臣。大河内秀綱の子。兄弟に松平正綱がいる。室は相模国後北条氏遺臣・深井好秀の娘（龍泉院殿）。子に長泉院（酒井親炮室）、江戸幕府老中・川越藩主松平信綱、養子に大河内重綱がいる。通称は金兵衛。

## 生涯
元亀元年（1570年）、徳川氏の家臣・大河内秀綱の子として三河国にて誕生。三河大河内氏の一族で、大河内諸氏のうち臥蝶大河内氏の出自にあたる。
慶長15年（1610年）10月に家康へ仕官する。元和4年（1618年）9月13日には父・秀綱が死去すると家督を相続（武蔵国高麗郡710石）する。久綱は代官・勘定奉行として活躍した。関東地方の幕府直轄領の年貢に関する実務を扱い、寛永15年（1638年）に職を退いた。
江戸時代後期に編纂された系譜集『干城録（かんじょうろく）』には、以下のような逸話が記されている。子の松平信綱の所には、老中という職業柄多くの進物が届いていたが、それを父にふるまっていた。久綱は、その進物を少しずつ換金しており、あるとき貯まった貯金で具足を調えて信綱に返したので、信綱が大変驚いたということである。